# Apsilochorema tigmatejanam
Apsilochorema tigmatejanam is een schietmot uit de
familie Hydrobiosidae. De soort komt voor in het Oriëntaals gebied.